# Amanda Weir
Amanda Weir-Davis (ur. 11 marca 1986 roku w Davenport) – amerykańska pływaczka specjalizująca się w stylu dowolnym, medalistka olimpijska i mistrzostw świata.
Dwukrotna wicemistrzyni olimpijska z 2004 r. z Aten w sztafecie 4 x 100 m stylem dowolnym oraz 4 x 100 m stylem zmiennym.
Osiem lat później, na igrzyskach olimpijskich w Londynie płynęła w eliminacjach konkurencji 4 x 100 m stylem dowolnym i otrzymała brązowy medal po tym jak Amerykanki zajęły trzecie miejsce w wyścigu finałowym.
Podczas igrzysk olimpijskich w Rio de Janeiro w 2016 roku zdobyła srebrny medal w sztafecie kraulowej 4 x 100 m.